# Dick Fosbury
Pour les articles homonymes, voir Fosbury.
Richard Fosbury, dit Dick Fosbury, né le 6 mars 1947 à Portland (Oregon) et mort le 12 mars 2023 à Salt Lake City (Utah), est un athlète pratiquant le saut en hauteur.
Il est célèbre pour avoir popularisé le saut en rouleau dorsal (appelé également le « Fosbury-flop »), avec lequel il a remporté le titre olympique à Mexico en 1968. Depuis lors ce type de saut, dos à la barre, a totalement supplanté le traditionnel rouleau ventral.

## Biographie

### Enfance
Richard Douglas Fosbury est né le 6 mars 1947 dans l'Oregon à Portland, d'une mère secrétaire et d'un père cadre commercial.
Pendant son enfance, il se rend compte qu'il est doué pour les mathématiques et les sciences. Il est par ailleurs membre de la chorale de son école. En sport, peu à l'aise au baseball, il se tourne vers le basket-ball en raison de sa grande taille. Il participe aux épreuves d'athlétisme mais ses résultats ne sont pas exceptionnels. À cette époque il voit déjà le sport comme un moyen de rencontrer de nouvelles personnes et non comme une compétition.

### Carrière sportive

#### Des débuts hésitants

La méthode du ciseau.

Dès l'âge de 10 ans, il pratique le saut en hauteur avec la méthode du ciseau, comme l’enseigne son professeur de sport. À 13 ans, il entre au lycée de Medford et continue la pratique de l'athlétisme. Rien ne le destine à devenir un grand athlète, mis à part sa grande taille (il atteindra 1,93 m à l’âge adulte). Il saute 1,62 m à l’âge de 14 ans, toujours avec la technique du ciseau. Cette technique étant limitée par la nécessité d’un centre de gravité élevé, ses entraîneurs, Dean Benson et Fred Spiegelberg, lui enseignent le rouleau ventral, mais il n'arrive pas à l’assimiler correctement et plafonne à 1,80 m pendant deux ans.

#### La découverte du «Fosbury flop»

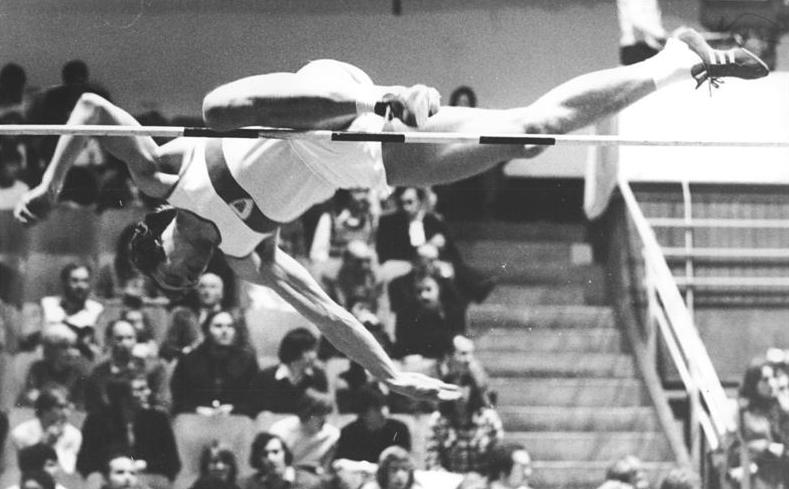
Saut ventral par Beilschmidt, technique de saut enseignée à Fosbury, après celle du « ciseau » qu’il a pratiquée initialement.

À 16 ans, Dick Fosbury ne se décourage pas, continuant à s'entraîner. Peu à peu, son saut évolue. Il a en effet remarqué que s'il se présente dos à la corde ou à la barre à franchir, et qu'il projette ses épaules vers l'arrière, son bassin peut monter plus haut que lorsqu’il utilise les méthodes traditionnelles : il passe ainsi la barre plus facilement. Il parvient alors à atteindre 2 mètres.
En mai 1963, à Grants Pass dans l'Oregon, il participe à une compétition lycéenne organisée par le Rotary et utilise la technique de franchissement sur le dos. Après de multiples vérifications les juges estiment cette technique conforme aux règles en vigueur.
En 1965, peu avant de rejoindre l'université de Corvallis dans l'Oregon, il remporte un titre junior en franchissant 2,01 mètres avec cette méthode peu ordinaire. Berny Wagner, entraîneur à l'université d'État de l'Oregon, le repère et lui propose ses services comme entraîneur. Ensemble, ils essaient de reprendre la technique du saut ventral, seule technique en vigueur, mais Dick n'y arrive toujours pas, n'ayant pas, selon lui, le temps de remonter sa jambe d'appel : il se remet à plafonner à sa hauteur antérieure de 1,80 m. Toutefois, comme pour lui l'athlétisme constitue un passe-temps, lorsqu'il est seul Fosbury continue à expérimenter sa méthode du « ventral inversé » et à s'entraîner ainsi.
De son côté, son entraîneur commence à le voir plus comme triple sauteur que sauteur en hauteur, ne croyant plus en ses chances de réussir dans la discipline. Dick s'essaie même aux courses de haies, son entraîneur étant un spécialiste de cette discipline, mais sans succès. Son entraîneur change toutefois d’opinion lorsqu'au cours d'un entraînement il voit Fosbury utiliser sa méthode personnelle de rouleau dorsal et passer une barre d'1,98 m avec une marge très importante, ce qui laisse présager une bonne progression. Ainsi peu convaincu, Wagner ne reprend pas confiance en son protégé, mais se demande tout de même si ce saut est bien autorisé dans les grandes compétitions, se rassurant en apprenant que c’est le cas. Toutefois, comme ce type de saut est encore inédit, il ne dispose que de peu de moyens pour le former et essaie donc de faire évoluer Dick en le filmant pendant ses entraînements, pour voir avec lui comment gagner de la hauteur. Dick pratique également des séances de musculation des membres inférieurs avec George Chaplin, ancien entraîneur de l'université de Washington et entraîneur olympique. Ses entraînements de saut sont toutefois entrecoupés par ses études qui lui prennent du temps.
En 1967, Dick se propulse à 2,10 m lors du championnat universitaire des États-Unis, finissant 5e. Il est alors le junior le plus régulier de la saison, dépassant toujours les 2 mètres. En janvier 1968 il s'impose aussi aux championnats américains en salle, devenant le premier à atteindre une hauteur de 2,13 m,.
Lors des championnats nationaux NCAA de 1968 il s'impose avec une hauteur de 2,19 m, son nouveau record personnel,. Lors des premières sélections américaines à Los Angeles il est sélectionné avec un bond à 2,21 m, meilleur saut mondial de l'année,.
Dick pensait sa place aux Jeux olympiques de Mexico assurée, mais le Comité olympique des États-Unis organisa des sélections supplémentaires en septembre. Il se rend donc à Echo Summit près de South Lake Tahoe (en Californie), sur un site spécialement choisi pour son altitude proche de celle de la ville d’accueil des Jeux, où il termine difficilement 3e des sélections, derrière Ed Caruthers et Reynaldo Brown. Il acquiert néanmoins sa place dans la sélection des États-Unis aux Jeux olympiques.

#### La révélation: les Jeux olympiques de Mexico
Pour la première fois Fosbury quitte sa région natale pour se rendre aux Jeux olympiques de Mexico en 1968. Sa façon de sauter enthousiasme le public présent. À chacun de ses sauts la foule scande « Olé » devant sa technique atypique et spectaculaire. Il passe les cinq barres proposées dès son premier essai : 2,03 m, 2,09 m, 2,14 m, 2,18 m et atteint 2,20 m. Le Soviétique Valentin Gavrilov, un des favoris, échoue à 2,22 m. Passant la barre, Dick reste donc en compétition avec son compatriote Ed Caruthers. À son troisième essai, il réussit là où Caruthers échoue : il franchit les 2,24 m et devient champion olympique. Il signe par la même occasion un nouveau record olympique et national.
Dans un premier temps son saut est refusé, mais les juges l'acceptent après avoir vérifié que rien dans le règlement n'interdit une telle technique : la seule obligation est en effet de ne prendre l'appel que sur un seul pied,. La liesse engendrée dans le public est telle que les premiers marathoniens qui arrivent dans le stade sont même ignorés.
Fosbury poursuit dans cette voie, remportant à nouveau le titre de champion universitaire NCAA des États-Unis en 1969, lors de sa dernière année d'études en Oregon, puis en finissant deuxième de l'UAA la même année.

#### Une gloire inévitable et embarrassante
Depuis 1956, aucun athlète américain n'avait décroché de médaille au saut en hauteur. Fosbury est donc fêté en héros à son retour sur le sol national. Il est invité à des conférences, sur des plateaux de télévision, rencontre des stars.
En outre, ce saut crée à l'époque un véritable engouement dans le pays, les jeunes voulant l'imiter et réclamant l’enseignement de cette technique à leurs professeurs. D'un autre côté, les entraîneurs, encore hésitants, attendent avant de l'apprendre aux athlètes. Les premiers à se lancer dans ce nouveau style sont les athlètes féminines, et notamment Debbie Brill, utilisant cette technique, le Brill Bend, dès 1965, cette dernière étant victorieuse grâce à cette méthode lors des Jeux du Commonwealth à Edimbourg en 1970. Le Brill Bend aurait également inspiré Fosbury pour l’amélioration de sa propre technique.
Fosbury, peu patriote à l'époque, surtout en raison de la politique américaine pendant la guerre du Viêt Nam, a peu aimé être mis sur un piédestal ou vu comme un héros. Il dit avoir détesté être un symbole, même s'il était fier de sa réussite.

#### Fin de carrière
Fosbury échoue aux sélections américaines pour les Jeux olympiques de Munich en franchissant seulement 2,08 m. L'obtention de son diplôme d'ingénieur marque la fin de sa carrière d'athlète, qui pour lui s’apparentait plus à un loisir.
Par la suite on découvrit que la première personne à utiliser la technique du rouleau dorsal était l'athlète Bruce Quande à partir de 1959, ce qui est confirmé par une photographie prise en 1963. Cependant, Fosbury a été le premier à l'avoir utilisée en compétition internationale lors des Jeux olympiques de Mexico, c’est pourquoi cette technique de saut a été surnommée le Fosbury-flop.

#### Récompenses

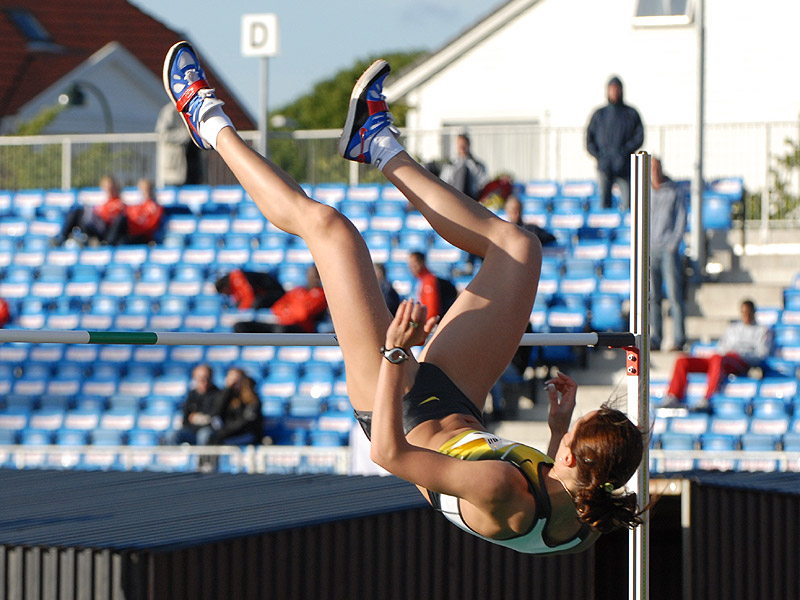
Yelena Slesarenko faisant un Fosbury-flop en 2007.

Pour avoir révolutionné le saut en hauteur, il fut introduit au Temple de la renommée de l'athlétisme des États-Unis en 1981 et au U.S. Olympic Hall of Fame en 1992.
Grâce à lui, le saut en hauteur passa de 2,28 m (record à l'époque détenu par le Soviétique Valeriy Brumel) à 2,45 m (Javier Sotomayor). Ce saut marqua un avènement dans le monde du saut en hauteur. Il est encore l'unique référence de nos jours, alors que le rouleau ventral a disparu.

### Technique
Cette technique a principalement été permise par la présence de matelas qui ont remplacé les bacs à sable. En effet, le sauteur retombe littéralement en arrière, ce qui aurait pu s'avérer dangereux s'il n'y avait pas eu ce changement notable.
Fosbury s'approche donc de la barre en décrivant une courbe, puis s'élance et, avec une allure « qui fait penser à un chameau à deux pattes » selon les termes utilisés par un journaliste de l'époque, il effectue un mouvement brusque vers la droite, fait une rotation avec son pied d'appel pour tourner le dos à la barre. Il regarde ensuite la barre durant le temps de suspension, à l'image « d’un homme quelque peu inquiet allongé dans un transat trop petit pour lui » , relève les jambes et se laisse tomber dans le matelas.
Une des grandes différences avec le saut ventral est qu'au lieu d'utiliser le pied intérieur Fosbury utilise le pied extérieur comme pied d'appel, un geste que lui-même désigne comme plus naturel.
Les termes utilisés pour décrire le Fosbury-flop étaient assez originaux à l'époque : « cette technique apparaît en bifurcation, sur la ligne brisée de l’évolution, dans la voie abandonnée des ciseaux avec esquisse dorsale » (article publié en septembre-octobre 1968).
Depuis lors divers athlètes ont travaillé à rendre son saut plus efficace.

### Carrière hors sport

#### Études
Après ses études au lycée de Medford, il obtient son diplôme en 1965 et entre à l'université d’État de Corvallis. Ses études universitaires sont marquées par le divorce de ses parents et il ne verra plus son père par la suite. En 1967, il peine à se maintenir à niveau dans ses études. L'année suivante, à tout juste 21 ans, il est réquisitionné pour rejoindre les forces armées dans la guerre du Viêt Nam. Toutefois il est réformé pour raison médicale. Il obtient son diplôme en 1969 puis commence ses études en génie civil dans l'université de l'État de l'Ohio. En 1972, il obtient son diplôme d'ingénieur des ponts et chaussées.

#### Ingénierie et vie maritale
Pendant l'année 1977, il déménage avec sa première femme Janet Jarvis à Ketchum, dans la Sun Valley, où il devient copropriétaire de la société Sawtooth Engineering avec Jim Koonce. Ils commencent avec deux employés. Cette société sera renommée par la suite Galena Engineering. Sa société compte 21 employés en 1998.
Il divorce puis épouse sa deuxième femme, Robin Tomasi, dont il a un fils, Erich,,.

#### Implication dans le sport
Toujours passionné, Dick reste fortement impliqué dans le monde du sport et de l'athlétisme, à côté de son travail.
Tous les étés depuis 1989, il dirige des sessions de saut au collège de Bates dans le Maine et, depuis 2007, dans l'Idaho. Il est également secrétaire général de l'Association mondiale des médaillés olympiques, et en 2004 président des Simplot Games dans l'Idaho.
De 2007 à 2011, il est président de l'Association mondiale des olympiens.
En outre, pendant toutes ces années il continue à faire du sport, du vélo en montagne, du roller, du ski de fond, du ski alpin, de la randonnée ; Ketchum est en effet située en pleine montagne.
En août 1998, à l'âge de 51 ans, il participe aux World Masters Games dans l'Oregon. Il arrive 3e, atteignant une hauteur de 1,60 m,. Il n'avait plus concouru depuis 25 ans.
Il est membre du club des « Champions de la Paix », un collectif d'athlètes de haut niveau créé par Peace and Sport, organisation internationale basée à Monaco et œuvrant pour la construction d'une paix durable grâce au sport.

#### 2008, une année douloureuse
En mars 2008, il lui est diagnostiqué un lymphome et il est opéré en avril de la même année d'une tumeur située au niveau de la colonne vertébrale. Il subit par la suite une chimiothérapie et, en mars 2009, annonce qu'il est en rémission,.

### Mort
Dick Fosbury meurt le 12 mars 2023 à Salt Lake City à l'âge de 76 ans, des suites d'un lymphome,.

## Palmarès

### Jeux olympiques d'été
- Médaille d'or aux Jeux olympiques de 1968 à Mexico

### Championnat américain
- 1re place aux Championnats nationaux universitaires NCAA en 1968
- 1re place aux NCAA en 1969
- 2e place aux Championnats nationaux AAU en 1969

## Influence culturelle
La musique Broken Arrows du disk jockey suédois Avicii rend hommage aux progrès effectués par Dick pour arriver à être sélectionné et gagner les Jeux olympiques de 1968.